# Cellule somatique

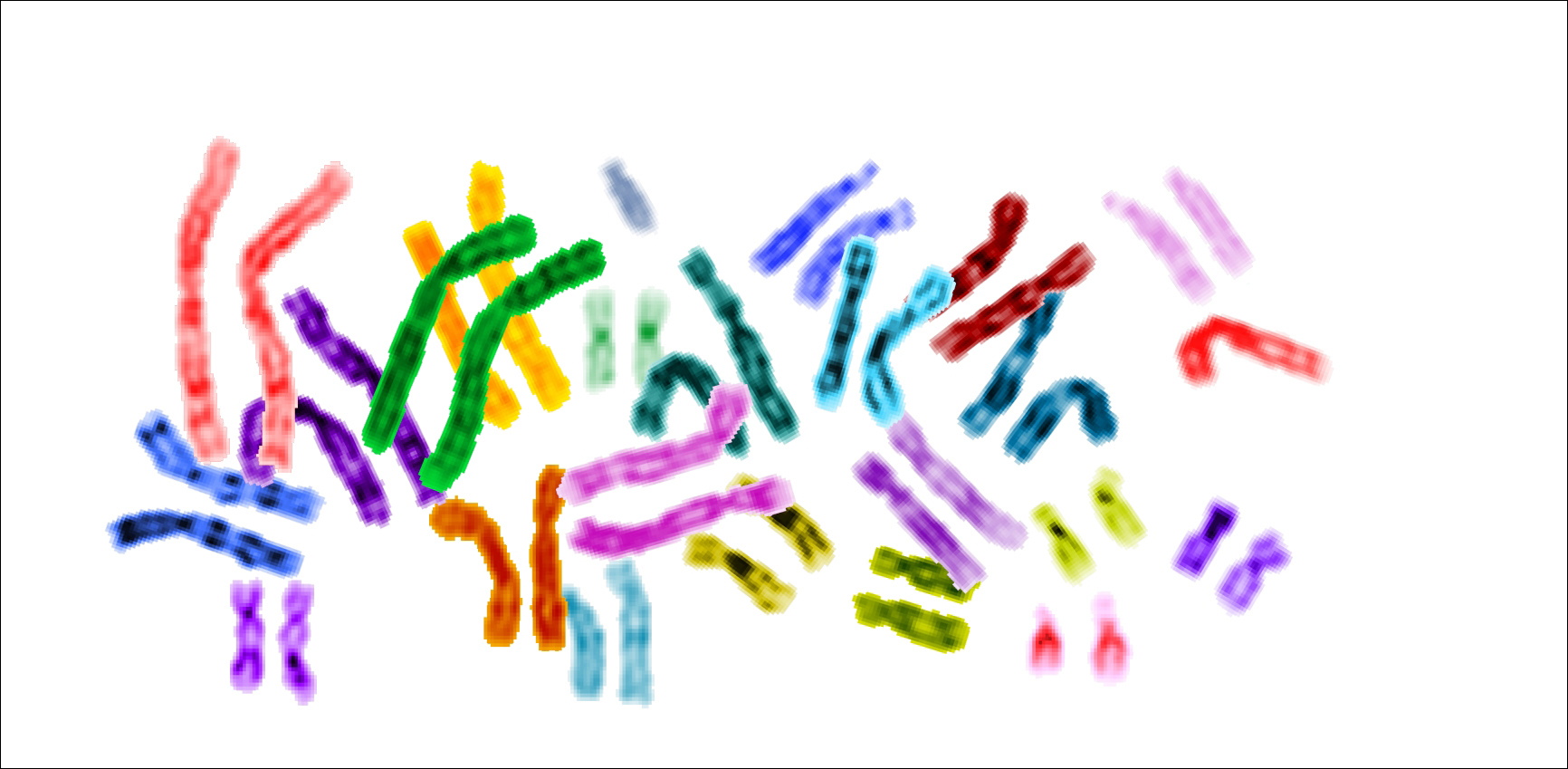
Caryotype couleur chromosomes

L'ensemble des cellules somatiques, appelé soma, sont toutes les cellules formant le corps d'un organisme multicellulaire, c'est-à-dire toutes les cellules n'appartenant pas a la lignée germinale, telles que les gamètes, ou les cellules germinales. Ces dernières constituent le germen.
Les cellules somatiques constituent généralement l'immense majorité des cellules constituant un individu. 
Théoriquement, ces cellules n'étant pas des cellules germinales (à l'origine des gamètes), elles ne transmettront jamais à leur descendance les mutations qu'elles ont pu subir. Cependant, chez les Spongiaires, des cellules somatiques non-différenciées forment la lignée germinale et, chez les Cnidaires, des cellules somatiques différenciées sont à l'origine de la lignée germinale.

## Mutations somatiques
Comme toutes les cellules, une cellule somatique peut muter. 
Une mutation somatique, si elle est « viable » (si elle ne tue pas la cellule, l'organe ou l'organisme qui la porte), et si elle n'est pas contrôlée par l'organisme (apoptose, confinement de la cellule mutée) peut donner naissance à de nouvelles lignées de cellules identiques, portant donc la même mutation. Si la mutation survient dans un tissu dont les cellules se divisent encore, un groupe de cellules mutées peut se former et poser des problèmes (c'est l'origine la plus fréquente des cancers, avec par exemple le cancer du côlon initié par une mutation d'une cellule somatique du côlon). 
Si la mutation touche une cellule qui ne se divise plus, son impact sera probablement négligeable.
Chez les animaux dits évolués (ne pouvant se cloner naturellement), cette mutation affecte uniquement l'organe ou l'organisme concerné, mais ne sera pas transmise à la descendance de l'individu. 
Par contre, chez les plantes et arbres, les conséquences peuvent être différentes en raison de leur fréquente capacité à la  reproduction végétative et clonale, par exemple via la casse de branches qui deviennent des propagules et/ou via le marcottage).
Ainsi, une cellule mutée peut chez un arbre produire une branche puis un groupe de branche portant la mutation. S'il s'agit d'une espèce spontanément capable de marcottage (saules ou peupliers par exemple), toute branche mutée cassée s'enracinant dans le sol (sous l'arbre, ou éventuellement à grande distance après avoir été emportées par l'eau) pourra produire un et même plusieurs arbres qui seront entièrement des clones mutés, c'est-à-dire porteur de cette mutation dans toutes leurs parties non reproductrices, et ainsi de suite sur plusieurs générations. Ce pourrait être une des stratégies développées par les arbres pour augmenter et entretenir une forte diversité génétique. Darlyne Murawski et F. Hallé ont ainsi montré en zone tropicale qu'un même arbre (le Saint-Martin Jaune) pouvait posséder plusieurs génotypes, chacun correspondant à un groupe de branches.